# Yonas Malede
Yonas Malede (Hebreeuws: יונס מלדה) (Kirjat Bialik, 14 november 1999) is een Israëlisch voetballer die sinds januari 2024 uitkomt voor Maccabi Tel Aviv. Malede is een aanvaller.

## Clubcarrière
Malede is een jeugdproduct van Maccabi Netanja. In januari 2021 maakte hij de overstap naar de Belgische eersteklasser KAA Gent, waar hij een contract voor vierenhalf seizoen ondertekende. Na vijf invalbeurten in de reguliere competitie en twee in de Europe play-offs kreeg hij op 13 mei 2021 tegen KV Oostende zijn eerste basisplaats van trainer Hein Vanhaezebrouck. Op de voorlaatste speeldag van de Europe play-offs scoorde hij tegen Standard Luik zijn eerste doelpunt voor Gent.

## Statistieken
| Seizoen         | Club             | Competitie      | Competitie | Competitie | Beker | Beker | Europa | Europa | Totaal | Totaal |
| Seizoen         | Club             | Competitie      | Wed.       | Dlp.       | Wed.  | Dlp.  | Wed.   | Dlp.   | Wed.   | Dlp.   |
| --------------- | ---------------- | --------------- | ---------- | ---------- | ----- | ----- | ------ | ------ | ------ | ------ |
| 2017/18         | Maccabi Netanja  | Ligat Ha'Al     | 9          | 1          | 0     | 0     | —      | —      | 9      | 1      |
| 2018/19         | Maccabi Netanja  | Ligat Ha'Al     | 18         | 1          | 2     | 0     | —      | —      | 20     | 1      |
| 2019/20         | Maccabi Netanja  | Ligat Ha'Al     | 32         | 2          | 2     | 0     | —      | —      | 34     | 2      |
| 2020/21         | Maccabi Netanja  | Ligat Ha'Al     | 14         | 7          | 0     | 0     | —      | —      | 14     | 7      |
| 2020/21         | KAA Gent         | Eerste klasse A | 11         | 1          | 0     | 0     | —      | —      | 11     | 1      |
| 2021/22         | KAA Gent         | Eerste klasse A | 24         | 0          | 3     | 0     | 3      | 1      | 30     | 1      |
| 2022/23         | KV Mechelen      | Eerste klasse A | 27         | 0          | 5     | 2     | —      | —      | 32     | 2      |
| 2023/24         | KV Mechelen      | Eerste klasse A | 13         | 0          | 1     | 0     | —      | —      | 14     | 0      |
| 2023/24         | Maccabi Tel Aviv | Ligat Ha'Al     | 8          | 1          | 1     | 0     | 0      | 0      | 9      | 1      |
| Carrière totaal | Carrière totaal  | Carrière totaal | 156        | 13         | 14    | 2     | 3      | 1      | 173    | 16     |

## Interlandcarrière
Malede maakte op 5 juni 2021 zijn interlanddebuut voor Israël: in een vriendschappelijke interland tegen Montenegro (1-3-winst) kreeg hij van bondscoach Willi Ruttensteiner een basisplaats en werd hij er na 61 minuten bij een 0-0-tussenstand afgehaald voor Liel Abada.
| Interlands van Yonas Malede | Interlands van Yonas Malede | Interlands van Yonas Malede | Interlands van Yonas Malede | Interlands van Yonas Malede | Interlands van Yonas Malede | Interlands van Yonas Malede |
| No.                         | Datum                       | Wedstrijd                   | Uitslag                     | Soort Wedstrijd             | Doelpunten                  |                             |
| Als speler bij KAA Gent     | Als speler bij KAA Gent     | Als speler bij KAA Gent     | Als speler bij KAA Gent     | Als speler bij KAA Gent     | Als speler bij KAA Gent     | Als speler bij KAA Gent     |
| --------------------------- | --------------------------- | --------------------------- | --------------------------- | --------------------------- | --------------------------- | --------------------------- |
| 1.                          | 5 juni 2021                 | Montenegro – Israël         | 1 – 3                       | Vriendschappelijk           | -                           |                             |
| 2.                          | 9 juni 2021                 | Portugal – Israël           | 4 – 0                       | Vriendschappelijk           | -                           |                             |
| Totaal                      | Totaal                      | Totaal                      | Totaal                      | Totaal                      | -                           |                             |

Bijgewerkt tot 16 juni 2021

## Erelijst
| Beker van België | 1x | 2021/22 |

2 Cohen ·
3 Revivo ·
4 Lemkin ·
5 Nachmias ·
6 Asante ·
7 Zahavi  ·
9 Turgeman ·
11 Yehezkel ·
13 Shlomo ·
14 Van Overeem ·
15 Malede ·
16 Kanichowsky ·
16 Patati ·
18 Stojić ·
19 Madmon ·
20 Addo ·
22 Melika ·
23 Sluga ·
27 Davidadza ·
28 Sissokho ·
33 Layous ·
36 Shahar ·
42 Peretz ·
55 Bitton ·
77 Davida ·
90 Mishpati ·
Coach: Lazetić